# متیل‌گلیوکسال
متیل‌گلیوکسال (به انگلیسی: Methylglyoxal) یک ترکیب شیمیایی با شناسه پاب‌کم ۸۸۰ است. 